# Chetogena setertia
Chetogena setertia är en tvåvingeart som först beskrevs av Charles Howard Curran 1940.  Chetogena setertia ingår i släktet Chetogena och familjen parasitflugor. Inga underarter finns listade i Catalogue of Life.